# Котухта (верхний приток Ватьёгана)
Котухта (Капияга)(устар. Котух-Та) — река в России, протекает по Сургутскому району Ханты-Мансийского АО. Устье реки находится в 114 км по правому берегу реки Ватьёган. Длина реки составляет 105 км, площадь водосборного бассейна 835 км².
В 28 км от устья по левому берегу реки впадает река Нюча-Котухта.

## Данные водного реестра
По данным государственного водного реестра России относится к Верхнеобскому бассейновому округу, водохозяйственный участок реки — Обь от впадения реки Вах до города Нефтеюганск, речной подбассейн реки — Обь ниже Ваха до впадения Иртыша. Речной бассейн реки — (Верхняя) Обь до впадения Иртыша.